# 249-й истребительный авиационный полк
249-й истребительный авиационный полк (249-й иап) — воинская часть Военно-Воздушных сил (ВВС) Вооружённых Сил РККА, принимавшая участие в боевых действиях Великой Отечественной войны.

## Наименования полка
- 249-й истребительный авиационный полк
- 249-й истребительный авиационный полк ПВО
- 163-й гвардейский истребительный авиационный полк
- 163-й гвардейский Феодосийский истребительный авиационный полк
- 163-й гвардейский Феодосийский Краснознамённый истребительный авиационный полк
- 163-й гвардейский Феодосийский Краснознамённый ордена Суворова истребительный авиационный полк
- Полевая почта 26244

## Создание полка
249-й истребительный авиационный полк начал формироваться 15 мая 1941 года в Киевском Особом военном округе в г.Тульчин Винницкой области в составе 44-й истребительной авиадивизии. К началу войны на 22 июня 1941 года полк имел лишь 30 % боевого состава (24 И-153, 20 И-16 и 26 И-15 бис). Формирование полка завершено в Христиновке Киевской области в составе 4 эскадрилий: одна аэ на И-16, две аэ на И-153 и одна аэ на И-15 бис.

## Переименование полка
249-й истребительный авиационный полк 14 апреля 1944 года за образцовое выполнение боевых задач и проявленные при этом мужество и героизм на основании Приказа НКО СССР переименован в 163-й гвардейский истребительный авиационный полк.

## В действующей армии
В составе действующей армии:

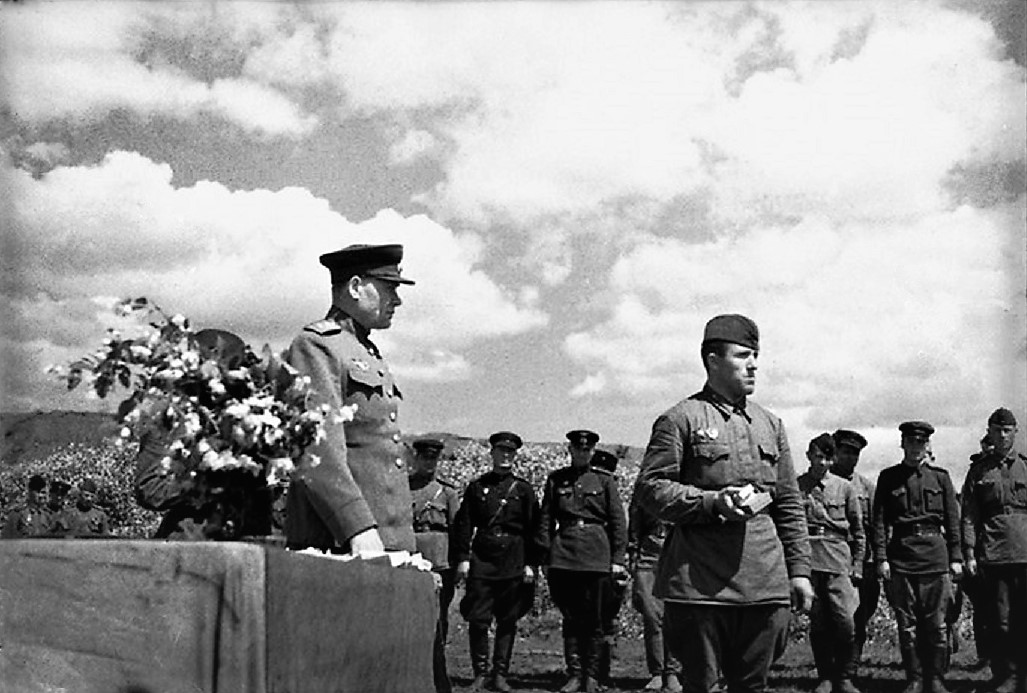
Торжественный митинг по случаю присвоения звания Героя Советского Союза командиру полка майору Петру Козаченко. 1943. Фото С. Кафафьяна

- с 22 июня 1941 года по 27 июля 1941 года
- с 8 ноября 1941 года по 27 июня 1942 года
- с 15 июля 1942 года по 16 августа 1942 года
- с 10 октября 1942 года по 14 апреля 1944 года

## Командиры полка
- майор Халутин Александр Иванович[3], 22.06.1941 — 31.07.1942
- капитан, майор, подполковник Козаченко Пётр Константинович (погиб)[3], 31.07.1942 — 18.03.1945
- майор Харламов Семён Ильич[3], 01.04.1945 — 31.12.1945

## В составе соединений и объединений
| Период        | Фронт (округ)                 | армия                        | дивизия (корпус)                              | примечание                                       |
| ------------- | ----------------------------- | ---------------------------- | --------------------------------------------- | ------------------------------------------------ |
| 15.05.1941 г. | Киевский особый военный округ | ВВС округа                   | 44-я истребительная авиационная дивизия       | И-16, И-153, И-15 бис                            |
| 22.06.1941 г. | Южный фронт                   | ВВС фронта                   | 44-я истребительная авиационная дивизия       | И-16, И-153, И-15 бис                            |
| 01.07.1941 г. | Южный фронт                   | ВВС фронта                   | 44-я истребительная авиационная дивизия       | И-16, И-153, И-15 бис                            |
| 15.07.1941 г. | Южный фронт                   | ВВС 12-й армии ВВС 6-й армии | 44-я истребительная авиационная дивизия       | И-16, И-153, И-15 бис                            |
| 27.07.1941 г. | Южный фронт                   | ВВС 12-й армии ВВС 6-й армии | 44-я истребительная авиационная дивизия       | переформирован, И-16, И-153, И-15 бис            |
| 31.07.1941 г. | Южный фронт                   | ВВС фронта                   | 44-я истребительная авиационная дивизия       | И-16, И-153, И-15 бис                            |
| 09.08.1941 г. | Южный фронт                   | ВВС 26-й армии               | 44-я истребительная авиационная дивизия       | И-16, И-153, И-15 бис                            |
| 17.08.1941 г. | Южный фронт                   | ВВС фронта                   | 44-я истребительная авиационная дивизия       | И-16, И-153, И-15 бис                            |
| 27.08.1941 г. | Южный фронт                   | ВВС 6-й армии                | 44-я истребительная авиационная дивизия       | И-16, И-153, И-15 бис                            |
| 27.09.1941 г. | Московский военный округ      | ВВС округа                   | 2-й запасной истребительный авиационный полк  | ЛаГГ-3, Сейма                                    |
| 08.11.1941 г. | Московский военный округ      | Горьковский район ПВО        | 142-я истребительная авиационная дивизия ПВО  | ЛаГГ-3                                           |
| 27.06.1942 г. | Московский военный округ      | ВВС округа                   |                                               | Борки Калининской области, ЛаГГ-3                |
| 27.06.1942 г. | Калининский фронт             | 3-я воздушная армия          | 262-я истребительная авиационная дивизия      | ЛаГГ-3                                           |
| 12.07.1942 г. | Южный фронт                   | 4-я воздушная армия          | 217-я истребительная авиационная дивизия      | ЛаГГ-3                                           |
| 28.07.1942 г. | Северо-Кавказский фронт       | 4-я воздушная армия          | 217-я истребительная авиационная дивизия      | ЛаГГ-3                                           |
| 17.08.1942 г. | Закавказский фронт            | ВВС фронта                   | 26-й запасной истребительный авиационный полк | Сандары, ЛаГГ-3                                  |
| 10.10.1942 г. | Закавказский фронт            | 5-я воздушная армия          | 217-я истребительная авиационная дивизия      | ЛаГГ-3                                           |
| 19.12.1942 г. | Закавказский фронт            | ВВС фронта                   |                                               | Орджоникидзе, 3-я аэ на Як-1                     |
| 01.01.1943 г. | Закавказский фронт            | 5-я воздушная армия          | 217-я истребительная авиационная дивизия      | ЛаГГ-3, Як-1                                     |
| 25.02.1943 г. | Закавказский фронт            | 5-я воздушная армия          | 217-я истребительная авиационная дивизия      | пополнен ЛаГГ-3 за счёт 40-го гиап, ЛаГГ-3, Як-1 |
| 12.03.1943 г. | Северо-Кавказский фронт       | 4-я воздушная армия          | 229-я истребительная авиационная дивизия      | ЛаГГ-3, Як-1                                     |
| 01.09.1943 г. | Северо-Кавказский фронт       | 4-я воздушная армия          | 229-я истребительная авиационная дивизия      | ЛаГГ-3, все Як-1 исключены из боевого состава    |
| 20.11.1943 г. | Приморская армия              | 4-я воздушная армия          | 229-я истребительная авиационная дивизия      | ЛаГГ-3                                           |
| 14.04.1944 г. | Приморская армия              | 4-я воздушная армия          | 229-я истребительная авиационная дивизия      | переименован в гвардейский, ЛаГГ-3               |

## Первая победа полка
Первая известная воздушная победа полка в Отечественной войне одержана 7 июля 1941 года: капитан Халутин А. И., пилотируя И-16, в воздушном бою в районе Юзвинского полигона сбил немецкий бомбардировщик He-111.

## Участие в сражениях и битвах
- Приграничные сражения — с 22 июня 1941 года по 29 июня 1941 года.
- Киевская операция — с 7 июля 1941 года по 26 сентября 1941 года.
- Воронежско-Ворошиловградская операция — с 28 июня 1942 года по 24 июля 1942 года.
- Донбасская операция — с 7 июля 1942 года по 24 июля 1942 года.
- Северо-Кавказская операция — с 25 июля 1942 года по 4 февраля 1943 года.
- Армавиро-Майкопская операция — с 6 августа 1942 года по 17 августа 1942 года.
- Моздок-Малгобекская операция — с 1 сентября 1942 года по 28 сентября 1942 года.
- Нальчикско-Орджоникидзевская операция — с 25 октября 1942 года по 12 ноября 1942 года.
- Ростовская операция — с 1 января 1943 года по 18 февраля 1943 года.
- Краснодарская наступательная операция — с 9 февраля 1943 года по 16 марта 1943 года.
- Воздушные сражения на Кубани — с апреля 1943 года по июль 1943 года.
- Новороссийская операция — с 9 сентября 1943 года по 16 сентября 1943 года.
- Керченско-Эльтигенская десантная операция — с 31 октября 1943 года по 11 декабря 1943 года.

## Благодарности Верховного Главнокомандования
Верховным Главнокомандующим объявлены благодарности:
- за освобождение Таманского полуострова[4]

## Отличившиеся воины полка
- Козаченко Пётр Константинович, майор, командир 249-го истребительного авиационного полка 217-й истребительной авиационной дивизии 4-й воздушной армии 1 мая 1943 года Указом Верховного Совета СССР удостоен звания Герой Советского Союза. Золотая Звезда № 999.
- Кулагин Андрей Михайлович, старший лейтенант, заместитель командира эскадрильи 249-го истребительного авиационного полка 229-й истребительной авиационной дивизии 4-й воздушной армии 1 июля 1944 года удостоен звания Герой Советского Союза. Золотая Звезда № 3857.
- Кударь, Пётр Сергеевич, лейтенант, командир эскадрильи 249-го истребительного авиационного полка 44-й истребительной авиационной дивизии 6-й армии Юго-Западного фронта 20 ноября 1941 года удостоен звания Герой Советского Союза посмертно. Золотая Звезда не вручалась.
- Локтионов Андрей Фёдорович, капитан, командир эскадрильи 249-го истребительного авиационного полка 44-й истребительной авиационной дивизии Военно-Воздушных Сил 6-й армии Южного фронта 20 ноября 1941 года удостоен звания Герой Советского Союза. Золотая Звезда № 688.
- Семенюк Иван Иванович, командир звена 249-го истребительного авиационного полка, Указом Президиума Верховного Совета СССР 1 июля 1944 года удостоен звания Герой Советского Союза будучи командиром эскадрильи 40-го гвардейского истребительного авиационного полка 8-й гвардейской истребительной авиационной дивизии 5-го истребительного авиационного корпуса 2-й воздушной армии. Золотая Звезда № 2381.
- Шевелёв Сергей Николаевич, капитан, штурман 249-го истребительного авиационного полка 217-й истребительной авиационной дивизии 4-й воздушной армии 1 мая 1943 года Указом Верховного Совета СССР удостоен звания Герой Советского Союза. Золотая Звезда № 1006.

## Статистика боевых действий
Всего за годы Великой Отечественной войны полком:
| Выполнено боевых вылетов | Сбито самолётов в воздухе за 1941—1943 гг. | Уничтожено самолётов всего за 1941—1943 гг. |
| ------------------------ | ------------------------------------------ | ------------------------------------------- |
| 13560                    | 196                                        | 201                                         |

Свои потери:
| Потеряно самолётов, всего | Погибло лётчиков всего |
| ------------------------- | ---------------------- |
| 161                       | 66                     |

## Самолёты на вооружении
| Период      | Самолёты |
| ----------- | -------- |
| 1941 — 1941 | И-153    |
| 1941 — 1941 | И-16     |
| 1941 — 1941 | И-15бис  |
| 1941 — 1943 | ЛаГГ-3   |
| 1942 — 1944 | Як-1     |
| 1944 — 1945 | Ла-5     |